# 布里斯班 (澳大利亞國會選區)
布里斯班選區（英語：Division of Brisbane），是澳大利亞昆士蘭州的下議院選區，位於首府布里斯班市中心，因而得名。面積58平方公里。
選區始於1900年，是原始75個選區之一，長期是自由黨的優勢選區。2022年，澳洲綠黨的候選人史蒂芬·貝茨擊敗了任當區議員達六年、自由黨的特雷弗·埃文斯。